# Delena cancerides
Delena cancerides är en spindelart som beskrevs av Charles Athanase Walckenaer 1837. Delena cancerides ingår i släktet Delena och familjen jättekrabbspindlar. Inga underarter finns listade i Catalogue of Life.

## Film
arten, som är kolonilevande, användes i filmen Imse vimse spindel.